# Laura Antonelli
Laura Antonelli, nom artístic de Laura Antonaz (Pula, 28 de novembre de 1941 − Ladispoli, 22 de juny de 2015) va ser una actriu italiana.

## Biografia[calcitació]
Va néixer a la ciutat de Pola, en el que llavors era Ístria (Itàlia), però actualment és part de Comtat d'Ístria (Croàcia) amb el nom de Pula.
D'educadora escolar va passar a actuar en el programa publicitari de la Rai (la televisió pública italiana) Carosello, i va fer la seva primera pel·lícula el 1965. La seva carrera va arribar al cim en la dècada de 1970, anys en què era coneguda com un símbol sexual de pel·lícules italianes i internacionals. Va guanyar el Premi David de Donatello els anys 1973 i 1981, i el Premi del Sindicat Nacional Italià de Periodistes Cinematogràfics el 1974.
En la màxima esplendor de la seva carrera cinematogràfica, va treballar en dues de les seves més reconegudes pel·lícules, que avui es consideren de culte pels seus seguidors: Malizia (1973) i M'agrada la meva cunyada (Peccato veniale, 1974). En ambdues va comptar amb la participació del jove Alessandro Momo (1956-1974), que va morir poc després en un accident de motocicleta.
En 1991, la policia va trobar cocaïna a casa de Laura Antonelli, i va ser condemnada a arrest domiciliari per possessió i tràfic de drogues. Va passar deu anys apel·lant la sentència, que finalment va ser revocada. Uns anys després va decidir fer-se una cirurgia, la qual va tenir diversos problemes i van provocar que la seva cara es desfigurés, i també va engreixar. En aquell moment estava vivint d'un miserable sou. Però l'administració italiana de justícia va reconèixer que l'arrest i la pena havien estat injusts atès que es tractava de consum personal i no de venda d'estupefaents, i li va pagar 150.000 euros en concepte d'indemnització.
El novembre de 1996, per problemes de salut mental, Laura Antonelli va ser internada en la secció psiquiàtrica d'una clínica de Civitavecchia. Actors com Lino Banfi van expressar el seu desig que Antonelli reprengués la seva carrera com a actriu, però Antonelli va preferir mantenir el seu retir de la pantalla.
El 22 de juny de 2015 va ser trobada morta al seu domicili, en el municipi romà de Ladispoli. Segons van informar els mitjans italians, el cos de l'actriu va ser trobat a primera hora del matí pel seu assistent, que va cridar immediatament aes serveis d'emergència sanitaris, els quals van certificar la defunció.

## Filmografia
- Le sedicenni (1965)

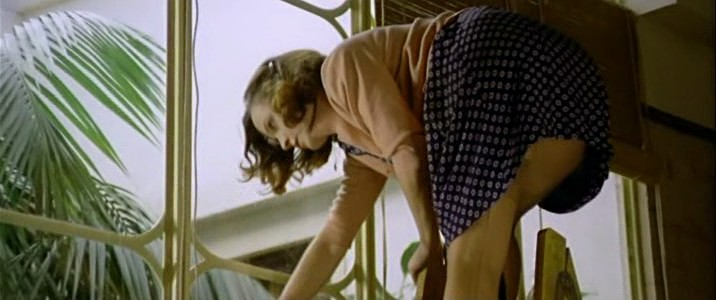
A Malizia, pel·lícula dirigida per Salvatore Samperi.

- Spie vengono dal semifreddo (1966)
- Scusi, lei è favorevole o contrario? (1967)
- La rivoluzione sessuale (1968)
- Satiricó (1968)
- Un detective (1969)
- Le malizie di Venere (1969)
- L'Arcangelo (1969)
- Un home anomenat Sledge (A Man Called Sledge, 1970)
- Gradiva (1970)
- Incontro d'amore a Bali (1970)
- Il merlo maschio (1971)
- Les Mariés de l'an II (1971)
- Dr. Popaul (1972)
- Sans mobile apparent (1972)
- All'onorevole piacciono le donne (1972)
- Peccato veniale (1973)
- Sessomatto (1973)
- Malizia (1973)
- Mio Dio come sono caduta in basso! (1974)
- Simona (1975)
- Divina criatura (1976)
- L'innocent (1976)
- La Lozana andaluza (1976)
- Esposa i amant (Mogliamante) (1977)
- Gran bollito (1977)
- Letti selvaggi (1979)
- Inside Laura Antonelli (1979)
- Il malato immaginario (1979)
- Mi faccio la barca (1980)
- Il turno (1981)
- Passione d'amore (1981)
- Secret Fantasy (1981)
- Casta e pura (1981)
- Sesso e volentieri (1982)
- Porca vacca (1982)
- Viuuulentemente mia (1982)
- Tranches de vie (1985)
- La venexiana (1986)
- Grandi magazzini (1986)
- La gabbia (1986)
- Roba da ricchi (1987)
- Rimini Rimini (1987)
- L'avaro (1989)
- Malizia 2000 (1992)
- Disperatamente Giulia (1995) (TV)